# Blechroneromia ambinanitelo
Blechroneromia ambinanitelo är en fjärilsart som beskrevs av Pierre E.L. Viette 1978. Blechroneromia ambinanitelo ingår i släktet Blechroneromia och familjen mätare. Inga underarter finns listade i Catalogue of Life.